# صدرالدین الهی
صدرالدّین الهی (۱۳ آذر ۱۳۱۳ – ۸ دی ۱۴۰۰) نویسنده، روزنامه‌نگار برجستهٔ ایرانی و استاد پیشین دانشکده علوم ارتباطات بود.

## زندگی
صدرالدّین الهی در ۱۳ آذر ۱۳۱۳ در تهران، ناحیهٔ ۹ عودلاجان زاده شد. نیاکانش از مدرسین حکمت الهی در دوران خود بودند. او از سال آخر دبیرستان (۱۳۳۱) کار روزنامه‌نگاری را در روزنامهٔ کیهان آغاز کرد. صدرالدّین الهی کارش را به عنوان گزارشگر خیابانی و با پوشش ناآرامی‌ های سیاسی سال‌های نخست دهه ۱۳۳۰ آغاز کرد. سپس در سال ۱۳۳۴ به همراه کاظم گیلان‌پور مجله کیهان ورزشی را راه‌اندازی کرد. صدرالدّین الهی نقش برجسته‌ای در انتشار نشریه کیهان ورزشی داشت. کار در بخش ورزش به او امکان می‌داد بیانگر مفاهیمی چون احترام به قانون و اهمیت دادن به دیدگاه مردم باشد.
صدرالدّین الهی تحصیلات خود را در رشته دکترای جامعه‌شناسی سیاسی ورزشی در فرانسه به پایان برد و دیپلم‌های تخصصی دریافت کرد. در سال ۱۳۵۷ کمی پیش از پیروزی انقلاب برای فرصت مطالعاتی به دانشگاه ایالتی سن‌خوزه و دانشگاه برکلی به آمریکا رفت و ساکن آن کشور شد.
صدرالدّین الهی در کنار مصطفی مصباح‌زاده، داریوش همایون، و هوشنگ وزیری از کسانی است که در پیدایش خبرنگاری مدرن در ایران نقش به‌سزائی داشته‌اند. پژوهش، ترجمه، و شعر نیز همواره مورد توجه وی بوده و در کنار حسینقلی مستعان، حمزه سردادور، و ذبیح‌الله منصوری از بانیان پاورقی‌نویسی به‌عنوان ژانر مهمّی از ادبیات داستانی در ایران به‌شمار می‌رود.
الهی از بانیان گفت‌وگوهای مطبوعاتی به سبک مدرن با بزرگان فرهنگ و سیاست نیز هست که انتشارشان بین سال‌های ۱۳۳۰ تا ۱۳۵۰ بازتاب گسترده‌ای در جامعهٔ ایران داشته‌است. از آن جمله گفت‌وگو با محمد معین، پرویز ناتل خانلری، علی‌اکبر دهخدا، سید ضیاءالدین طباطبائی، ساعد مراغه‌ای، نادر نادرپور و حسین بنائی هستند.
الهی گزارش‌نویس برجسته‌ای نیز به‌شمار می‌رود و گزارش‌هایش از جنگ استقلال الجزایر نمونه‌ای از آن هستند. او هنگامی که در فرانسه دانشجو بود برای تهیهٔ این گزارش‌ها ۲۷ بار قاچاقی به الجزایر رفت و بارها جان خویش را به خطر انداخت. صدرالدّین الهی را در این زمینه با عبدالرحمن فرامرزی مقایسه می‌کنند.
هنگامیکه صدرالدّین الهی برای آموزش روزنامه‌نگاری به دانشکدهٔ علوم ارتباطات دعوت شد استاد این رشته در همه شاخه‌هایی آن و در صدر همهٔ شاخه‌ها «گزارش‌نویسی» شد.

## آثار
- با سعدی در بازارچهٔ زندگی؛ انتشارات تاک، ۱۹۶ صفحه، کالیفرنیا، ۱۳۷۸. این کتاب از ۲۲ مقالهٔ مستقل تشکیل شده که هر مقاله با بیتی از «سعدی» به یکدیگر پیوند یافته‌است.[۸]
- دوری‌ها و دلگیری‌ها؛ انتشارات شرکت کتاب، ۳۶۰ صفحه، کالیفرنیا، ۲۰۰۸.
- سید ضیا: مرد اول یا مرد دوم کودتا؛ انتشارات شرکت کتاب، ۴۹۷ صفحه، کالیفرنیا، ۲۰۱۱. این کتاب شامل گفتگوی طولانی صدرالدین الهی با سید ضیاء طباطبائی است.

## درگذشت
صدرالدین الهی در ۸ دی ۱۴۰۰ در ۸۷ سالگی در آمریکا درگذشت.